# Saif Lazar
Saif Eddien Lazar (Sint-Truiden, 11 december 2006) is een Belgisch voetballer die onder contract ligt bij KRC Genk.

## Carrière
Lazar sloot zich in 2015 aan bij de jeugdopleiding van KRC Genk. In december 2023 ondertekende hij z'n eerste profcontract bij de club. Op 16 maart 2024 maakte Lazar z'n profdebuut in het shirt van Jong Genk, het beloftenelftal van Genk dat uitkomt in Eerste klasse B: in de competitiewedstrijd tegen KV Oostende (3-1-winst) liet trainer Jelle Coen hem in de 71e minuut invallen voor Cédric Nuozzi.

## Clubstatistieken
| Seizoen         | Club            | Land            | Competitie      | Competitie | Competitie | Beker | Beker | Supercup | Supercup | Europees | Europees | Totaal | Totaal |
| Seizoen         | Club            | Land            | Competitie      | Wed.       | Dlp.       | Wed.  | Dlp.  | Wed.     | Dlp.     | Wed.     | Dlp.     | Wed.   | Dlp.   |
| --------------- | --------------- | --------------- | --------------- | ---------- | ---------- | ----- | ----- | -------- | -------- | -------- | -------- | ------ | ------ |
| 2023/24         | Jong Genk       | Vlag van België | Eerste klasse B | 3          | 0          | —     | —     | —        | —        | —        | —        | 3      | 0      |
| 2024/25         | Jong Genk       | Vlag van België | Eerste klasse B | 23         | 1          | —     | —     | —        | —        | —        | —        | 23     | 1      |
| Carrière totaal | Carrière totaal | Carrière totaal | Carrière totaal | 26         | 1          | 0     | 0     | 0        | 0        | 0        | 0        | 26     | 1      |

Bijgewerkt op 25 mei 2025.
2 Pierre ·
22 Manguelle ·
28 Brughmans  ·
50 Victory ·
52 Da Costa ·
53 Mocsnik ·
54 Onstein ·
55 Yoshinaga · 
56 De Wannemacker ·
57 Murenzi ·
58 Wamu · 
60 Lazar ·
61 Van Laere ·
62 Cauwel ·
63 Henry ·
65 Akpan ·
66 Coenen ·
67 Camara ·
68 Rabhi ·
70 Decresson ·
71 Stevens ·
72 Barry ·
73 Mbavu ·
74 Alvarez ·
76 Driessen ·
78 Lukanic ·
79 Nzoko ·
80 Touré ·
82 Vliegen ·
84 Sarfo ·
86 Haroun · 
87 Yasuda · 
89 Kim ·
Coach: Van Rumst